# Felicjanów (powiat łódzki wschodni)
Felicjanów – wieś w Polsce położona w województwie łódzkim, w powiecie łódzkim wschodnim, w gminie Koluszki. W latach 1975–1998 miejscowość należała administracyjnie do województwa piotrkowskiego.
W Felicjanowie znajduje się masowa mogiła Żydów zamordowanych przez Niemców podczas II wojny światowej. 
Urodzili się tam polski pisarz i podróżnik Henryk Skwarczyński oraz Wacław Dąbrowski, powstaniec wielkopolski, uczestnik wojny bolszewickiej, przedwojenny działacz Polskiego Stronnictwa Ludowego, więzień obozów koncentracyjnych, porucznik.